# Agustín Albarracín
Agustín Albarracín Basil (Montevideo, 29 agosto 2005) è un calciatore uruguaiano, attaccante del Boston River.

## Biografia
È fratello minore di Nicolás Albarracín, a sua volta calciatore professionista.

## Carriera

### Club
Albarracín è cresciuto nel settore giovanile dei Montevideo Wanderers, con cui ha firmato il primo contratto professionistico il 4 aprile 2023. Ha debuttato in prima squadra il 24 giugno seguente nell'incontro di Primera División pareggiato 0-0 contro il Peñarol ed il 23 luglio ha segnato il suo primo gol decidendo la trasferta contro il Boston River terminata 1-0.
Nel 2025 è stato ceduto per 385000 € al Boston River, altro club della prima divisione uruguaiana.

### Nazionale
Nel 2025 ha giocato 6 partite nel campionato sudamericano Under-20.

## Statistiche

### Presenze e reti nei club
Statistiche aggiornate al 29 aprile 2024.
| Stagione        | Squadra              | Campionato      | Campionato | Campionato | Coppe nazionali | Coppe nazionali | Coppe nazionali | Coppe continentali | Coppe continentali | Coppe continentali | Altre coppe | Altre coppe | Altre coppe | Totale | Totale | Totale |
| Stagione        | Squadra              | Comp            | Pres       | Reti       | Comp            | Pres            | Reti            | Comp               | Pres               | Reti               | Comp        | Pres        | Reti        | Pres   | Reti   |        |
| --------------- | -------------------- | --------------- | ---------- | ---------- | --------------- | --------------- | --------------- | ------------------ | ------------------ | ------------------ | ----------- | ----------- | ----------- | ------ | ------ | ------ |
| 2023            | Montevideo Wanderers | PD              | 18         | 1          | CU              | 2               | 0               |                    | -                  | -                  |             | -           | -           | 20     | 1      |        |
| 2024            | Montevideo Wanderers | PD              | 8          | 1          | CU              | 0               | 0               | CS                 | 1                  | 0                  |             | -           | -           | 9      | 1      |        |
| Totale carriera | Totale carriera      | Totale carriera | 26         | 2          |                 | 2               | 0               |                    | 1                  | 0                  |             | -           | -           | 29     | 2      |        |